# 精氨嘧啶
精氨嘧啶是一种含氮有机化合物，化学式C
11H
18N
4O
3，是精氨酸与丙酮醛通过美拉德反应形成的糖化終產物。